# باستان‌دد
باستان‌دد (نام علمی: Archaeotherium) نام یک سرده از تیره کامل‌دندانان است.